# Centre històric de Reus
És tot el recinte de la ciutat, de forma aproximadament pentagonal, que queda tancat per l'antic cinturó de muralles, ara convertides en ravals, amb un eix de nord a sud que correspon als portals de Monterols i de la Font, i estructurat al voltant d'una plaça central. La tipologia urbanística es conserva medieval, encara que les edificacions hagin tingut molts canvis. Els edificis són de tres i quatre pisos, ben alineats en els estrets carrers. Els llocs de més interès són la Plaça del Mercadal, la del Castell, les directrius que formen els carrers de Monterols i Major i els ravals que l'envolten per l'exterior. La Casa dels Espuny (al carrer de l'Abadia), l'Antic Hospital (carrer de l'Hospital), el Castell del Cambrer (a la plaça del Castell), la Prioral de Sant Pere (a la plaça de Sant Pere), la modernista Casa Navàs al Mercadal, i molts d'altres, són edificis conservats dins del Centre Històric de Reus. Tot el nucli està inclòs en l'Inventari del Patrimoni Arquitectònic de Catalunya.

## Història
El nucli antic es formà en una cruïlla de camins, al voltant del Castell del Cambrer i de l'església de Santa Maria (documentada com a parròquia el 1159 i substituïda per l'església de Sant Pere el primer quart de segle xvi). Edificat en un turó i tancat dins del cinturó de les muralles, aviat es desplaçà l'interès des del Castell i l'església a la Plaça del Mercadal, donant així importància a la ciutat comerciant. A mitjans del segle xiii ja es parla de la Vila Nova, l'eixample que havia de configurar els diferents carrers que arribaven fins a la muralla, convertida en el perímetre de la vila. Actualment la muralla coincideix amb el tomb dels ravals.